# Arababad-e Chosrawi
Arababad-e Chosrawi (perski: عرب ابادخسروي) – wieś w północnym Iranie, w ostanie Alborz. W 2006 roku miejscowość liczyła 1832 osoby w 466 rodzinach.